# Remire-Montjoly
Remire-Montjoly – miasto i gmina w Gujanie Francuskiej; 24 966 mieszkańców (2013).

## Położenie

Zasięg gminy Rémire-Montjoly zaznaczony na czerwono.

Miasto powstało z połączenia miejscowości Rémire i Montjoly. Posiada długie plaże. Trzy wyspy położone wzdłuż brzegów (Wysepki Rémire) podlegają administracyjnie Kajennie. Północny Wschód gminy jest strefą przybrzeżną Oceanu Atlantyckiego.
Gminy przyległe do Remire-Montjoly to Matoury na Południe, Roura na Wschód i Kajenna na Północny Zachód.
Rémire-Montjoly, Matoury i Kajenna stanowią części Île-de-Cayenne.